# Liste der denkmalgeschützten Objekte in Altenmarkt bei Sankt Gallen
Die Liste der denkmalgeschützten Objekte in Altenmarkt bei Sankt Gallen enthält die 6 denkmalgeschützten, unbeweglichen Objekte der Gemeinde Altenmarkt bei Sankt Gallen im steirischen Bezirk Liezen.

## Denkmäler
| Foto |                 | Denkmal                                                                                   | Standort                                         | Beschreibung | Metadaten |
| ---- | --------------- | ----------------------------------------------------------------------------------------- | ------------------------------------------------ | --- | --- |
| ja   | Datei hochladen | Kath. Pfarrkirche hl. Nikolaus und ehem. Friedhofsfläche HERIS-ID: 50962 Objekt-ID: 56492 | Altenmarkt Standort KG: Altenmarkt               | Die erste ausdrückliche Erwähnung der ursprünglich der hl. Martha geweihten Kirche stammt aus dem Jahr 1478, ein Vorgängerbau wurde jedoch schon 1152 vom Salzburger Erzbischof Eberhard I. geweiht. Die Kirche wurde jedoch am 17. April 1575 durch einen Brand, so zerstört, dass sogar alle drei Glocken geschmolzen sind. In den Seitenkapellen befinden sich zwei kleine, barocke Gösser Altäre aus der Mitte des 18. Jahrhunderts. Jener im Süden ist einfach gearbeitet und der hl. Barbara geweiht, auf dem Altarbild ist ihre Enthauptung zu sehen, darüber befindet sich ein Bild des hl. Josef, flankiert wird der Altar von Statuen der hll. Notburga und Isisdor. Das Altarbild des nördlich gelegenen, reicher gearbeiteten Marienaltars zeigt eine Szene mit der hl. Anna, wie sie Maria das Lesen lehrt, im Hintergrund befindet sich der hl. Joachim. Der hl. Antonius von Padua ist auf dem Aufsatzbild zu sehen. Zu beiden Seiten ausdrucksstarke Statuen, die den hl. Florian und den Erzengel Michael darstellen. Mittig sitzt Maria mit dem Jesuskind. In den Seitenkapellen befinden sich außerdem jeweils eine Nische mit Rokokostuck, welche im Norden eine Statue der hl. Veronika und im Süden Jesus an der Geißelsäule beherbergen. An den Langhauswänden finden sich auf Konsolen stehende Statuen der Heiligen Leopold, Rochus, Benedikt, Anton von Padua, Josef Sebastian und Johann Nepomuk. Die Orgel stammt aus dem Jahr 1841 und wurde von Martin Hölzl erneuert. Anlässlich einer vollständigen Innenrestaurierung im Jahr 1983 wurde ein neuer Volksaltar aufgestellt, ebenso kam eine 130 cm große Statue des hl. Nikolaus für den Hochaltar hinzu. Die Segnung durch Bischof Johann Weber erfolgte am 6. Dezember 1983. Eine Kreuzigungsgruppe aus dem 17. Jahrhundert und Figuren von Maria und Johannes aus dem 18. Jahrhundert sind an der Außenmauer neben der dem Ort zugewandten Eingangstür angebracht. Eine neue Sgraffito-Sonnenuhr von Emmerich Millim schmückt den Sakristeiüberbau. Der frühere Friedhof diente den Bewohnern von Altenmarkt vom 11. Jahrhundert bis 1847 als Begräbnisstätte. In den Jahren 2001 und 2002 wurde auf dem Friedhof von der Gemeinde nach Windischgarstner Vorbild ein Psalmenweg angelegt. Dabei wurden gusseiserne Kreuze, teilweise 200 Jahre alt, renoviert und mit kleinen Tafeln, auf welche Psalmen gedruckt sind, an der Friedhofsmauer angebracht. | BDA-Hist.: Q38042881 Status: § 2a Stand der BDA-Liste: 2025-06-30 Name: Kath. Pfarrkirche hl. Nikolaus und ehem. Friedhofsfläche GstNr.: 5/2 Pfarrkirche hl. Nikolaus, Altenmarkt bei Sankt Gallen |
| ja   | Datei hochladen | Flößerkapelle, Gruber-Kapelle HERIS-ID: 36844 Objekt-ID: 35867                            | Standort KG: Altenmarkt                          | Einer Legende zufolge soll an dieser „Floßlände“ genannten Stelle einst der Heilige Nikolaus gepredigt haben. Die Kapelle wurde 1763/64 zu Ehren der Schmerzhaften Muttergottes sowie der Heiligen Johannes von Nepomuk und Nikolaus auf Veranlassung des Weißenbacher Ledermeisters und Gastwirts Wilhelm Leberporg erbaut, 1764 vom Admonter Abt Matthäus Offner geweiht und mit einer Messlizenz ausgestattet. Der kleine, einjochige Barockbau mit eingezogener, halbkreisförmiger Apsis, schmiedeeisernem Gittertor und einem zierlichen Dachreiter, darin eine von Martin Feltl 1768 gegossene Glocke, enthielt ursprünglich als Ausstattung Statuen der Heiligen Nikolaus, Johannes Nepomuk, Benedikt und Gallus. Diese wurden 1977 gestohlen und blieben bis jetzt verschollen. | BDA-Hist.: Q1321616 Status: Bescheid Stand der BDA-Liste: 2025-06-30 Name: Flößerkapelle, Gruber-Kapelle GstNr.: .1 Flößerkapelle, Altenmarkt                                                      |
| ja   | Datei hochladen | Gasthaus Dandler, Altes Bräuhaus HERIS-ID: 36845 Objekt-ID: 35868                         | Altenmarkt 7 Standort KG: Altenmarkt             | Das Gasthaus Dandler ist ein ehemaliges Bräuhaus aus der 2. Hälfte des 16. Jahrhunderts. An der Hofseite zweigeschoßige Säulenarkaden mit romanisierenden Blattkapitellen und einer Sgraffitodekoration aus der Zeit um 1580, die 1977 freigelegt und restauriert wurde. An der Nordseite gibt es im Obergeschoß barocke schmiedeeiserne Fenstergitter, sowie einen schmiedeeisernen Ausleger mit Brauwerkzeugen und Bottich aus der 2. Hälfte des 18. Jahrhunderts. Das Erdgeschoß deckt ein Stichkappentonnengewölbe, die Gaststube eine mit der Jahreszahl 1578 bezeichnete Tramdecke. Im Obergeschoß ein Saal mit einer Stuckdecke aus der 1. Hälfte des 17. Jahrhunderts. Das ehemalige Brauhaus war seit 1721 der ersten obersteirischen Brauerzunft als befreites oder altgewöhnliches Preühaus inkopiert. Die Produktion des „Altenmarkter Biers“ fand in den 1930er-Jahren ihr Ende. | BDA-Hist.: Q37972325 Status: Bescheid Stand der BDA-Liste: 2025-06-30 Name: Gasthaus Dandler, Altes Bräuhaus GstNr.: 18/1                                                                          |
| ja   | Datei hochladen | Ehem. Pfarrhof, Wellergut HERIS-ID: 36848 Objekt-ID: 35878                                | Altenmarkt 16 Standort KG: Altenmarkt            | Der ehemalige Pfarrhof aus dem 17. Jahrhundert hat barocke schmiedeeiserne Fensterkörbe im Erdgeschoß. | BDA-Hist.: Q37972347 Status: Bescheid Stand der BDA-Liste: 2025-06-30 Name: Ehem. Pfarrhof, Wellergut GstNr.: .30/3 Wellgerguat, Altenmarkt bei Sankt Gallen                                       |
| ja   | Datei hochladen | Ehem. Gemeindeamt HERIS-ID: 36846 Objekt-ID: 35869                                        | Altenmarkt 18 Standort KG: Altenmarkt            | Das zweigeschoßige, dreiachsige Schopfwalmgiebelhaus wurde 1579 von der Innerberger Hauptgewerkschaft als Wohnhaus (sogenanntes "Compagniehaus") erbaut. Sein Dachgeschoß war zu einem Schüttkasten ausgebaut. An der Fassade befinden sich Verzierungen in Sgraffito-Technik. Zwei Halbkreisbögen mit Strahlenmuster betonen das Eingangsportal. 1873 wurde das Haus an die Gemeinde verkauft und diente bis 1964 als Volksschule, Lehrerwohnung und Gemeindekanzlei. | BDA-Hist.: Q37972336 Status: Bescheid Stand der BDA-Liste: 2025-06-30 Name: Ehem. Gemeindeamt GstNr.: 122                                                                                          |
| ja   | Datei hochladen | Lourdeskapelle HERIS-ID: 81609 Objekt-ID: 95387                                           | gegenüber Altenmarkt 112 Standort KG: Altenmarkt | | BDA-Hist.: Q38176120 Status: § 2a Stand der BDA-Liste: 2025-06-30 Name: Lourdeskapelle GstNr.: 6 Lourdeskapelle Altenmarkt bei Sankt Gallen                                                        |